# Hartwig Johann Christoph von Hedemann

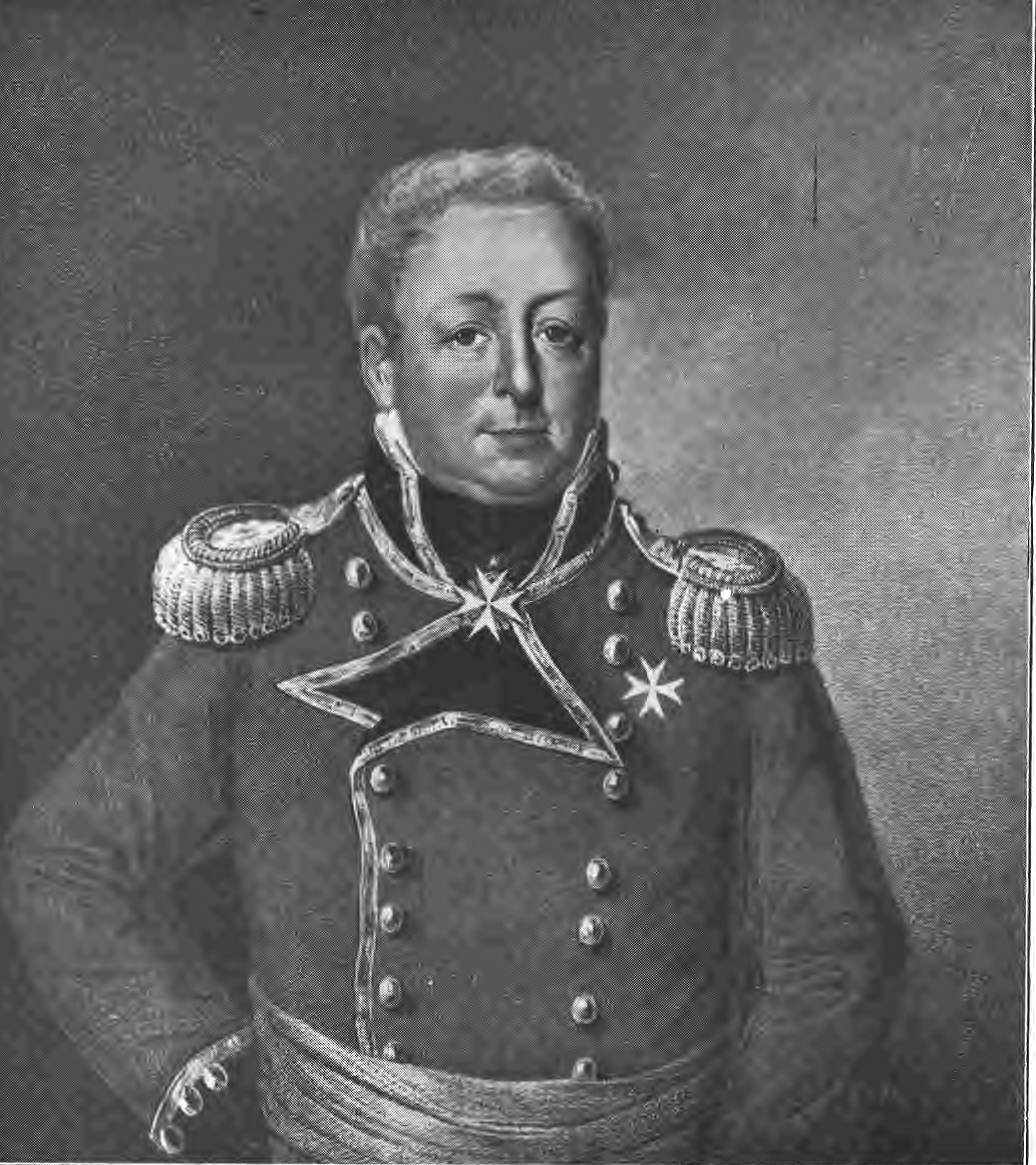
Hartwig Johann Christoph von Hedemann, zeitgenössisches Porträt

Hartwig Johann Christoph von Hedemann (* 24. Oktober 1756 in Schleswig; † 18. August 1816 in Hannover) war ein deutscher Generalmajor und Stadtkommandant von Hannover.

## Leben
Hartwig Johann Christoph von Hedemann war der Sohn des Herrn auf Hemmelmark mit Morberg und Grünenhof, Louisenberg und Hohenstein Johann Christoph Georg von Hedemann (* 18. Juli 1729 in Dorste; † 17. Juni 1781 in Hemmelmark) und Davidia Margaretha von Drieberg (* 5. August 1735 in Schleswig; † 23. November 1795 in Hemmelmark). Er war das älteste Kind aus der zweiten Eheschließung seines Vaters und hatte neun Brüder und zwei Schwestern.
Hartwig Johann Christoph von Hedemann wurde als sechzehnjähriger 1772 Fähnrich beim 4. hannoverischen Infanterieregiment in Stade, dort erfolgte auch seine Beförderung zum Leutnant. 1793 wurde er Oberadjutant beim Generalmajor Georg Ludwig von Mutio. Als von Mutio im Mai 1793 in Vilvoord bei Brüssel starb, wurde Hartwig Johann Christoph von Hedemann Oberadjutant von Feldmarschall von Freitag (andere Schreibweise: von Freytag). Unter diesem wurde er am 7. Oktober 1793 zum Hauptmann befördert. Anfang 1794 wurde er Kavalier beim Prinzen Adolph von Großbritannien. 1796 wurde er mit dem Charakter als Oberstleutnant verabschiedet und zog nach Hannover. 1800 trat sein Onkel Adam von Hedemann (1725–1813) ihm in einem Erbvertrag die Güter Dorste und Elvershagen ab; er kam jedoch erst nach dessen Tod 1813 in den Genuss der Lehnsgüter. Ab 1801 war er ritterschaftlicher Deputierter der Calenberg-Grubenhagenschen Landschaft.
Im April 1804 wurde Hartwig Johann Christoph von Hedemann von der hannoverschen Exekutivkommission nach England gesandt, um König Georg III. von den Zuständen im Kurfürstentum Braunschweig-Lüneburg nach der napoleonischen Eroberung zu unterrichten.
In den Befreiungskriege errichtete er im März 1813 ein Bürgerkorps in Hannover. Französische Truppen, die auf der Flucht nach dem Feldzug gegen Russland waren, befanden sich inzwischen in Hannover und wurden von den verfolgenden Russen angegriffen, daraufhin räumten die Franzosen die Stadt. Nachdem die französische Besatzung zum größten Teil abgezogen wurde, kam Unruhe in der Stadt auf, und die abgezogenen Franzosen wurden durch fünf Straßenkompanien ersetzt, die vom Oberstleutnant von Hedemann geführt wurden. Hartwig Johann Christoph von Hedemann wurde zum Oberst und zum Stadtkommandanten von Hannover befördert. Als ritterschaftlicher Deputierter nahm er am 12. August 1814 am allgemeinen Landtag, dem Vorläufer der Ständeversammlung des Königreichs Hannover teil.
1816 erhielt er die Beförderung zum Chef des 1. Bataillons Calenberg, dem Vorläufer des 4. Hannoverschen Infanterie-Regiment Nr. 164 und zum Generalmajor der hannoverschen Armee.
Kurz darauf starb er. Die Beisetzung erfolgte in der Familiengruft unter dem Turm der St.-Cyriaci-Kirche in Dorste.
Hartwig Johann Christoph von Hedemann heiratete am 2. Dezember 1782 in Stade Helene Friederike Luise Ludmilla von Mutio (* 12. Mai 1765 in Stade; † 21. Januar 1804 in Hannover). In zweiter Ehe heiratete er 1804 in Celle Sophie Wilhelmine von Ahlefeldt (* 12. Februar 1769 in Ratzeburg; † 13. März 1846 in Hannover), Tochter des Generals Siegfried Ernst von Ahlefeldt.
Aus der ersten Ehe erreichten die folgenden Kinder das Erwachsenenalter:
- Davide Magdalene von Hedemann (* 26. Januar 1787 in Stade; † 8. Mai 1825 in Hannover) ⚭ Ferdinand von Kielmansegg, hannoverscher Kriegsminister
- Henriette von Hedemann (* 22. Februar 1788 in Stade; † 16. Januar 1860 in Celle) ⚭ Johann Ernst August Philipp von Steinberg-Bodenburg (1789–1853), hannoverscher Oberhofmarschall
- Helene von Hedemann (* 21. Februar 1789 in Stade; † 27. Juni 1858 in Celle) ⚭ Anton Friedrich von Beulwitz (1770–1840), Oberappellationsgerichtspräsident in Celle
- Friedrich Christoph Ludwig von Hedemann (* 26. März 1791 in Stade; † 17. November 1817 vor der französischen Küste), Offizier
- Carl von Hedemann (* 8. November 1792 in Stade; † 30. März 1814 vor Bayonne), Leutnant in der King’s German Legion
- Adolph Friedrich von Hedemann (* 28. Juni 1797  in Hannover; † 12. Januar 1858 in Lüneburg), Offizier und Gutsbesitzer auf Keez (heute Ortsteil von Brüel)
- Friedrich Wilhelm von Hedemann (* 22. August 1798 in Hannover; † 15. Januar 1859 in Northeim) auf Dorste
- Ernst von Hedemann (* 10. Oktober 1800 in Hannover; † 14. Februar 1864 in Celle), hannoverscher Generalmajor und Hof- und Reisemarschall
- Marie von Hedemann (* 9. September 1801 in Hannover; † 23. März 1834 in Hannover), Konventualin im Kloster Barsinghausen
- Dorothea Elisabeth von Hedemann (* 27. Juli 1803 in Hannover; † 14. März 1884 in Hannover) ⚭ William Friedrich von der Decken (1783–1849), hannoverscher Oberst; als Witwe Oberhofmeisterin der Königin Marie

## Schriftsteller
Hartwig Johann Christoph von Hedemann wurde auch als Schriftsteller bekannt, der sich sowohl mit politischen Themen als auch mit poetischen und prosaischen Werken beschäftigte.

## Freimaurerei
Hartwig Johann Christoph von Hedemann war von 1808 bis 1810 Meister vom Stuhl der Freimaurerloge „Friedrich zum weißen Pferde“.

## Auszeichnungen
- Guelphenorden, Kommandeur (1815)[8]
- Johanniterorden, Ritter

## Werke
- Aufsätze, Skizzen und Fragmente, dem besondern Publicum gewidmet. Hamburg 1787
- Ueber die Freiheit, ein Zuruf an teutsche Fürsten und an teutsches Volk., Altona 1790
 Digitalisat, Niedersächsische Staats- und Universitätsbibliothek Göttingen
- Die große Revolution – eine Posse in einem Aufzuge. Hamburg 1791, Digitalisat
- Karl von Elendsheim, oder Sinnlichkeit und Philosophie. 1. (1792). Schleswig 1792
- Empfindsame Reisen von Oldenburg nach Bremen. Bremen 1796
 Digitalisat, Niedersächsische Staats- und Universitätsbibliothek Göttingen
- Appellation des damaligen Oberstlieutnants und Ritterschaftsdeputirten von Hedemann an das auswärtige Publicum, gegen eine Schrift des ehemaligen Hofrichters von Berlepsch. 1803
 Digitalisat, Niedersächsische Staats- und Universitätsbibliothek Göttingen
- Zuruf des Oberstleutnant und Ritterschafts-Deputirten des Fürstenthums Grubenhagen von Hedemann an die guten Bewohner der Fürstenthümer Göttingen und Grubenhagen. 1803
 Digitalisat, Niedersächsische Staats- und Universitätsbibliothek Göttingen
- poetische und prosaische Aufsätze in verschiedenen Journalen